# Dielektryk
Dielektryk, izolator elektryczny – materiał, w którym bardzo słabo przewodzony jest prąd elektryczny. Może to być rezultatem niskiej koncentracji ładunków swobodnych, niskiej ich ruchliwości, lub obu tych czynników równocześnie.

## Definicja i nomenklatura

Porównanie układu pasm dla metali, półprzewodników i izolatorów

Przewodność materiałów zmienia się w sposób ciągły i nie istnieje jedna powszechnie akceptowana granica wartości przewodności, poniżej której wszystkie materiały byłyby dielektrykami. W technice często przyjmuje się, że oporność właściwa dielektryków jest większa od 107 Ωm (dla dobrych przewodników, np. metali, wynosi 10−8–10−6 Ωm).
Stosowane są również różne definicje izolatora oparte na właściwościach i mikroskopowym mechanizmie przewodnictwa. Na przykład określa się tak substancję, dla której:
- przerwa energetyczna między pasmem walencyjnym i przewodnictwa (pasmowa teoria przewodnictwa) jest większa od wartości uznanej za graniczną (zwykle 3 eV); takie określenie ma sens jedynie dla izotropowych materiałów krystalicznych,
- przewodność rośnie wraz z temperaturą, w przeciwieństwie do metalu, w których przewodność maleje ze wzrostem temperatury.
- zachodzi zjawisko polaryzacji dielektrycznej; niektórzy autorzy przyjmują to za decydujące kryterium i traktują jako dielektryki nawet materiały nieźle przewodzące prąd elektryczny[3] .

Termin „dielektryk” od słów „dia-electric” został utworzony przez angielskiego filozofa i naukowca Williama Whewella na prośbę Michaela Faradaya.

## Historia
- W 1729 Stephen Gray odkrył, że niektóre materiały przewodzą elektryczność, a inne nie[4].
- W 1739 kontynuujący eksperymenty Graya Jean Theophile Desaguliers zaproponował nazwy „izolator” i „przewodnik”[5].
- W końcu 1745 Ewald Jürgen Georg von Kleist z Kamienia Pomorskiego wynalazł kondensator z dielektrykiem, nazywany butelką lejdejską[6].
- W roku 1837 Michael Faraday zmierzył wpływ różnych dielektryków na pojemność kondensatora. Były to pierwsze ilościowe badania efektów wywołanych przez polaryzację dielektryka.

## Fizyczne właściwości dielektryków

### Dielektryk w polu elektrycznym
Podstawowym zjawiskiem determinującym właściwości dielektryka jest polaryzacja dielektryczna. Polega ona na tym, że pod wpływem pola elektrycznego, na skutek przesunięcia ładunków ujemnych względem dodatnich, w materiale tworzą się dipole elektryczne lub istniejące już dipole orientują się zgodnie z polem.
W wyniku polaryzacji w dielektryku powstaje wewnętrzne pole elektryczne, które częściowo równoważy przyłożone pole zewnętrzne. Ciała dielektryczne na skutek polaryzacji uzyskują makroskopowy elektryczny moment dipolowy, co powoduje ich przyciąganie przez ładunki elektryczne.

#### Historycznie
Faraday odkrył, że dielektryk całkowicie umieszczony w kondensatorze zwiększa jego pojemność, a efekt ten zależy od rodzaju dielektryka i może być opisany przez współczynnik
{\displaystyle \varepsilon _{r}={\frac {C_{\text{dielektryk}}}{C_{\text{pusty}}}}.}
Charakteryzującą rodzaj dielektryka wielkość εr początkowo nazywano stałą dielektryczną, ale ponieważ zależy ona od wielu czynników zewnętrznych (na przykład od temperatury i ciśnienia) oraz od częstotliwości, nazwa ta wyszła z użycia i obecnie nazywa się ją względną przenikalnością dielektryczną (lub elektryczną). Faraday wprowadził również pojęcie polaryzacji dielektrycznej.

#### Wektor polaryzacji
Polaryzacja dielektryka jest opisywana przez wektor polaryzacji {\displaystyle P,} związany z natężeniem pola elektrycznego przez równanie:
{\displaystyle {\vec {E}}={\frac {\vec {E_{0}}}{\varepsilon _{r}}}={\vec {E}}_{0}-{\frac {1}{\varepsilon _{0}}}{\vec {P}},}
gdzie:
{\displaystyle {\vec {E}}} – wypadkowe pole elektryczne w dielektryku,
{\displaystyle {\vec {E}}_{0}} – zewnętrzne pole elektryczne przyłożone do dielektryka,
{\displaystyle \varepsilon _{0}} – przenikalność elektryczna próżni,
{\displaystyle \varepsilon _{r}} – przenikalność względna dielektryka.

#### Wektor indukcji elektrycznej
Ze względów historycznych zewnętrzne pole opisuje się niekiedy za pomocą wektora indukcji elektrycznej.
{\displaystyle {\vec {D}}=\varepsilon _{0}{\vec {E}}_{0},}
wtedy związek między polem zewnętrznym i wewnętrznym można opisać przez
{\displaystyle {\vec {D}}=\varepsilon _{r}\varepsilon _{0}{\vec {E}}.}
Powyższe równanie zawierające wektor {\displaystyle {\vec {D}}} nie zawsze są prawdziwe i prowadzą do błędów, przytaczane są już właściwie jedynie z przyczyn sentymentów historycznych.

#### W elektrostatyce
W stałym polu elektrycznym, w jednorodnym dielektryku izotropowym wektor polaryzacji jest proporcjonalny do natężenia pola elektrycznego i ma ten sam kierunek:
{\displaystyle {\vec {P}}=\varepsilon _{0}\chi {\vec {E}}}
Określający właściwości polaryzacyjne materiału współczynnik proporcjonalności {\displaystyle \chi } nazywa się podatnością dielektryczną (lub elektryczną) dielektryka.
Wtedy
{\displaystyle {\vec {E}}={\vec {E}}_{0}-\chi {\vec {E}},}
a podatność i przenikalność są związane przez
{\displaystyle \chi =\varepsilon _{r}-1.}

#### W zmiennym polu elektrycznym
W zmiennym polu elektrycznym polaryzacja nie nadąża za zmianami pola elektrycznego przez co wektor polaryzacji wyrażony jako funkcja okresowa jest przesunięty w fazie w stosunku do wektora natężenia pola elektrycznego. Wiążąca je podatność dielektryczna może być wyrażona jako zespolona funkcja częstotliwości.

##### Dyspersja dielektryczna
Zależność podatności (i przenikalności) od częstotliwości pola elektrycznego nazywa się dyspersją dielektryczną. Pociąga ona za sobą zależność od częstotliwości własności dielektryka w tym także współczynnika załamania światła, co jest przyczyną powstania zjawiska rozszczepienia światła.

##### Straty dielektryczne
Mechanizmy polaryzacji powodują rozpraszanie energii zmiennego pola elektrycznego. Zjawisko to nosi nazwę strat dielektrycznych. Jest ono nierozerwalnie związane z polaryzacją dielektryczną, występuje nawet w idealnym, zupełnie nieprzewodzącym prądu stałego dielektryku.

#### Przypadek ogólny
W przypadku dielektryka anizotropowego kierunek wektora polaryzacji nie musi być zgodny z kierunkiem pola. Wiążąca wektor polaryzacji z natężeniem pola podatność dielektryczna jest wówczas tensorem drugiego rzędu.
Jeżeli wartość wektora polaryzacji nie jest proporcjonalna do natężenia pole elektrycznego, ale zmienia się w nieliniowy sposób, mamy do czynienia różnorodnym zjawiskami nieliniowymi – na przykład efektem Pockelsa i efektem Kerra.

### Przewodzenie prądu w dielektrykach
W praktyce nie istnieją idealne dielektryki, te rzeczywiste charakteryzują się skończonymi rezystancjami. Mechanizm przewodzenia prądu elektrycznego przez dielektryki może być skomplikowany, często mamy do czynienia z jednoczesnym występowaniem różnych rodzajów nośników prądu (na przykład elektronów i jonów, albo jonów różnego rodzaju). Rezystywność dielektryków jest zwykle mocno nieliniowa. Ze wzrostem natężenia pola elektrycznego często osiąga się nasycenie i płynący prąd osiąga praktycznie stałą wielkość, niezależną od przyłożonego pola.
W wyniku wywołanego skończoną rezystancją dielektryka przepływu prądu, podobnie jak na skutek strat dielektrycznych, powstają straty energii zmiennego pola elektrycznego. Rezultatem są na przykład straty mocy podczas przesyłu energii elektrycznej liniami wysokiego napięcia, gdzie dielektrykiem jest głównie powietrze.

### Zjawiska przebiciowe

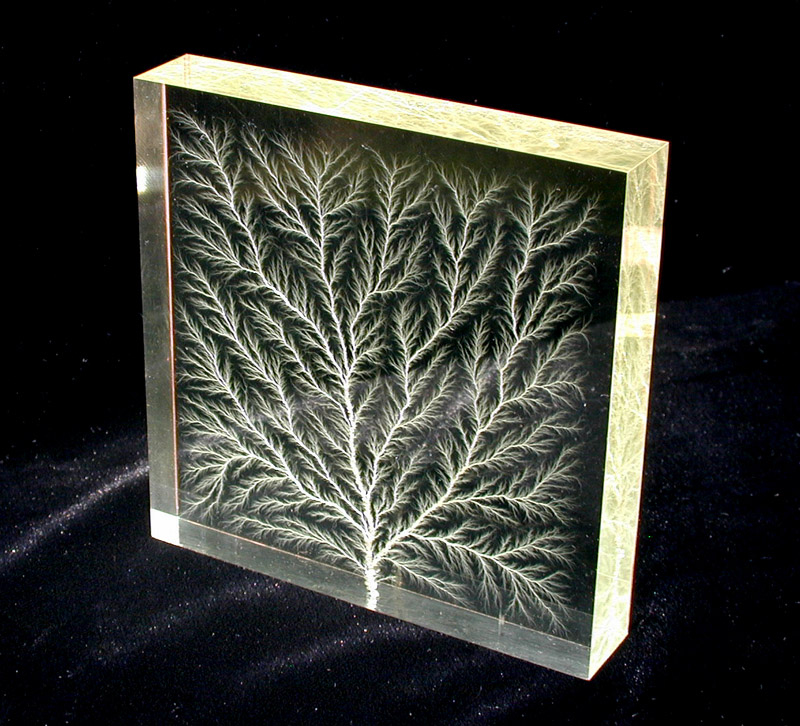
Wynik przebicia elektrycznego w dielektryku (tak zwana figura Lichtenberga)

Powyżej pewnej wartości natężenia pola elektrycznego w dielektryku dochodzi do gwałtownego wzrostu płynącego prądu. Zjawisko to nosi nazwę przebicia elektrycznego i może doprowadzić do trwałego uszkodzenia materiału. Krytyczna wartość pola elektrycznego zależy od rodzaju dielektryka, jego kształtu, struktury i warunków zewnętrznych (wilgotności, temperatury). W dielektrykach występują efekty starzeniowe, prowadzące do zmniejszenia odporności na przebicie w trakcie długiego przebywania w polu elektrycznym. Zasadnicze mechanizmy przebicia dielektryka to:
- przebicie elektronowe, gdy natężenie pola elektrycznego jest tak duże, że rozpędzony w nim elektron otrzymuje energię wystarczającą by poprzez zderzenia mógł przenieść do pasma przewodzenia następne elektrony; proces postępuje lawinowo i w materiale powstaje strumień elektronów o dużej energii;
- przebicie cieplne – następuje gdy wydzielanie ciepła w materiale przekracza możliwości odprowadzania ciepła do otoczenia;
- przebicie elektrolityczne – następuje w wyniku procesów elektrochemicznych (na przykład elektrolizy) zachodzących w materiale.

## Podział dielektryków

### Ze względu na rodzaj polaryzacji

#### Dielektryki niepolarne
Cząsteczki dielektryka niepolarnego przy braku pola elektrycznego nie są dipolami. Jednak pod wpływem przyłożonego pola elektrycznego następuje przesunięcie ładunków dodatnich i ujemnych, a w konsekwencji wytworzenie indukowanego momentu dipolowego. Takie mechanizmy polaryzacji dielektryka noszą nazwę polaryzacji indukowanej.

#### Dielektryki polarne

Przenikalność dielektryczna wody (dielektryka polarnego) w funkcji temperatury

W dielektrykach polarnych cząsteczki dielektryka są dipolami nawet w nieobecności zewnętrznego pola elektrycznego. Przyłożenie pola powoduje wówczas częściową orientację cząsteczek wzdłuż linii jego sił. Taki mechanizm polaryzacji dielektryka nazywamy polaryzacją orientacyjną. Charakterystyczną cechą takiej polaryzacji jest silna zależność przenikalności dielektrycznej od temperatury.

### Dielektryki o specjalnych właściwościach

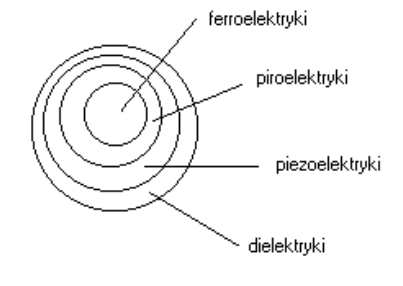
Rodzaje dielektryków

Niektóre dielektryki ze względu na złożoną zależność polaryzacji od przyłożonego pola i innych parametrów układu wykazują liczne efekty fizyczne, które można wykorzystać w bardzo różnorodny sposób.

#### Piezoelektryki
Piezoelektryki charakteryzują się tym, że występuje w nich polaryzacja przy odkształceniach sprężystych pod wpływem przyłożonych naprężeń (efekt piezoelektryczny). Posiadają one strukturę krystaliczną, której komórka elementarna nie ma środka symetrii. Efekt piezoelektryczny odwrotny polega na odkształcaniu się kryształu umieszczonego w polu elektrycznym.
Biorąc pod uwagę prawo Hooke’a, można efekt piezoelektryczny przypisać odkształceniu ośrodka. Można więc użyć przetwornika piezoelektrycznego do pomiaru naprężeń, lub małych przemieszczeń. Jeśli przyczepi się do przetwornika znaną masę to można użyć go do pomiaru przyśpieszeń. Można też stosując efekt piezoelektryczny odwrotny uzyskać małe przesunięcia przykładając do dielektryka pole. Jest to podstawą na przykład mikroskopii bliskich oddziaływań. Mimo że przesunięcia nie są duże, to uzyskane siły są znaczne. Umożliwia to przestrajanie nawet ciężkich elementów optycznych z dużą dokładnością. Klasycznym zastosowaniem piezoelektryków są przetworniki elektroakustyczne.

#### Piroelektryki
Jeśli komórka elementarna kryształu nie ma środka symetrii i ma tylko jedną oś symetrii (oś polarna) to materiał wykazuje spontaniczną polaryzację i efekt piroelektryczny, który polega na powstaniu polaryzacji wskutek zmiany temperatury kryształu.
Materiały piroelektryczne są stosowane do obrazowania w dalekiej podczerwieni (termografia), oraz stosowane w pasywnych czujnikach ruchu.

#### Ferroelektryki
Ferroelektryki stanowią podgrupę piroelektryków, w których spontaniczną polaryzację można odwrócić poprzez zewnętrzne pole elektryczne. Charakteryzują się histerezą polaryzacji oraz bardzo dużą i nieliniową przenikalnością dielektryczną. Zależy ona silnie od temperatury i osiąga maksimum w temperaturze zwanej temperaturą Curie.
Ferroelektryki znajdują duże zastosowanie w elektronice, powszechnie stosuje się kondensatory z ceramicznymi dielektrykami ferroelektrycznymi.

#### Elektrety
Dielektryki, w których w sposób trwały utrzymuje się polaryzacja dipolowa lub stan naładowania elektrycznego. Elektrety wytwarzają zewnętrzne pole elektryczne i w tym sensie są elektrostatycznymi odpowiednikami magnesu trwałego.

#### Właściwości nieliniowe
W dielektrykach występują także różne efekty nieliniowe, które mają zastosowanie w spektroskopii laserowej, na przykład do uzyskania promieniowania o innych długościach fali czy też poszerzenia widma.
Zjawiskiem nieliniowym jest też efekt elektrooptyczny polegający na występowaniu dwójłomności wymuszonej przyłożonym polem elektrycznym. Prowadzi to do obrotu płaszczyzny polaryzacji przechodzącego przez ośrodek światła, przy czym kąt obrotu zależy od przyłożonego pola. Dielektryk taki w połączeniu z polaryzatorem może służyć do modulacji wiązki z dużą szybkością. Jeśli zamiast polaryzatora wprowadzi się polaryzującą płytkę światłodzielącą, można polem elektrycznym sterować kierunkiem wiązki. Znajduje to zastosowanie na przykład we wzmacniaczach optycznych dla laserów femtosekundowych.
Nieliniową odpowiedź polaryzacji na przyłożone zewnętrzne pole elektryczne wykazują paraelektryki i antyferroelektryki.

## Dielektryki w technice

Kondensator z dielektrykiem ceramicznym (5) umieszczonym między okładkami (4).

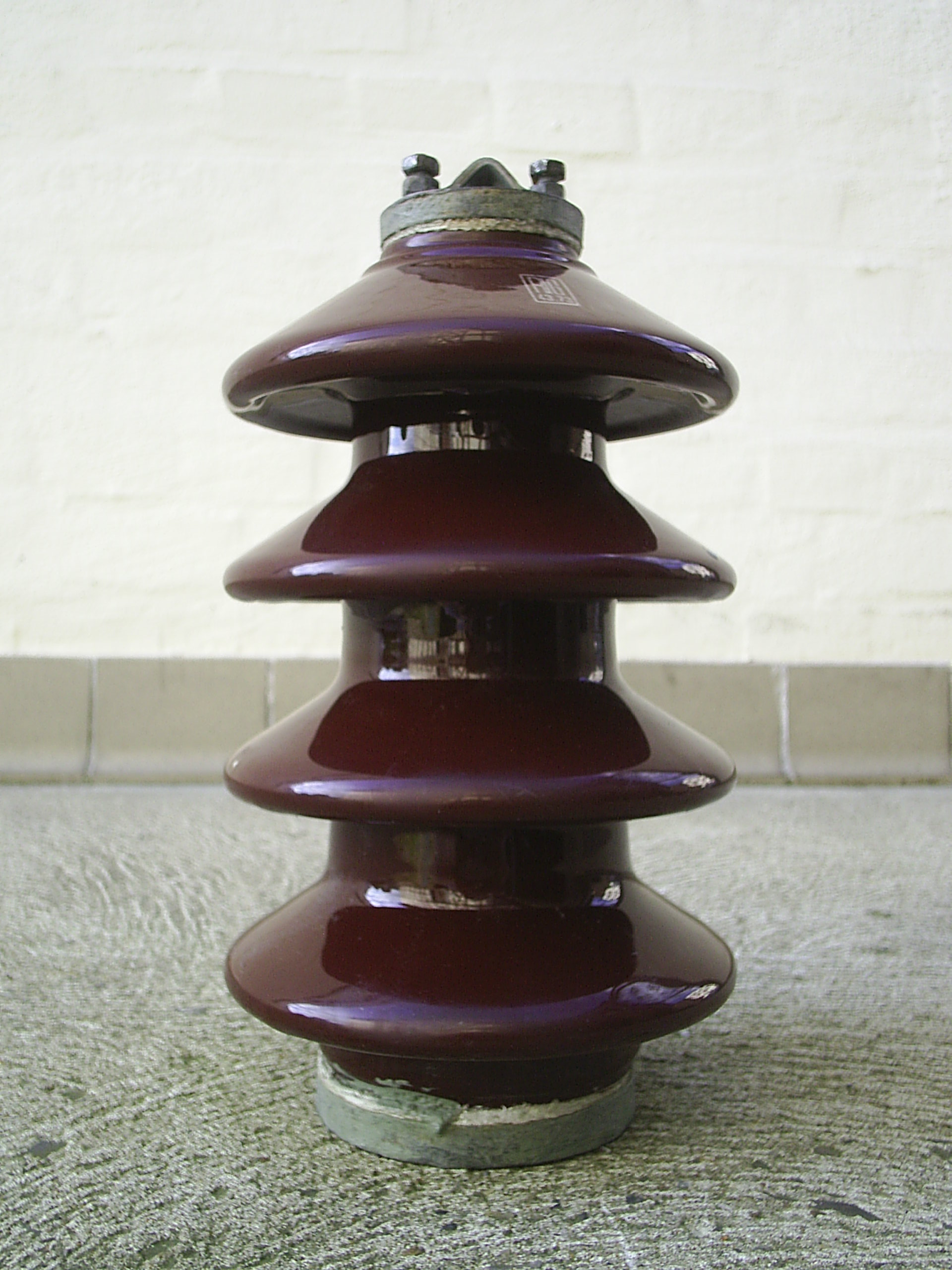
Ceramiczny izolator energetyczny.

### Podział
Podział materiałów elektroizolacyjnych stosowanych w technice według Międzynarodowej Komisji Elektrotechnicznej (IEC):
- gazy
  - gazy szlachetne
  - nieszlachetne składniki powietrza
  - gazy niewystępujące w powietrzu (np. sześciofluorek siarki)
- dielektryki ciekłe
  - substancje używane jako ciecze lub pary (np. czterochlorek węgla, ciecze fluoororganiczne)
  - ciecze izolacyjne (np. oleje mineralne i syntetyczne – olej transformatorowy, produkty chlorowania benzenu i bifenylu – polichlorowane bifenyle, oleje silikonowe)
  - rozpuszczalniki dielektryczne
- materiały elektroizolacyjne stałe organiczne
  - łatwotopliwe (np. parafina, cerezyna, wosk karnauba, kalafonia, szelak, asfalty)
  - dielektryki wielkocząsteczkowe nieobrabialne cieplnie (np. celuloza, papier, drewno, octan celulozy)
  - elastomery (np. kauczuk naturalny, gumy naturalne, ebonit, elastomery butadienowo-styrenowe)
  - termoplasty (np. polietylen, polipropylen, polistyren, poliwęglany i inne poliestry, polichlorek winylu, teflon (policzterofluoroetylen) itp)
  - duroplasty (np. bakelit i inne żywice fenolowo-formaldehydowe, żywice epoksydowe, utwardzane żywice silikonowe)
- materiały elektroizolacyjne stałe nieorganiczne
  - nietopliwe (np. mika, azbest)
  - stapialne (liczne szkła izolacyjne)
  - wypalane (np. porcelana, kamionka, tlenki ogniotrwałe, liczne ceramiki specjalne)
- dielektryki stałe o polaryzowalności specjalnej
  - ferroelektryki
  - elektrety
  - piezoelektryki
  - piroelektryki

### Podstawowe parametry techniczne
W zależności od stanu skupienia i konkretnego zastosowania istotne mogą być różne parametry dielektryków. Najważniejsze z nich to:

#### Wytrzymałość na przebicie
Wytrzymałość na przebicie (wytrzymałość elektryczna, wytrzymałość dielektryczna) to wartość natężenia pola elektrycznego, przy którym może nastąpić elektryczne przebicie dielektryka. W gotowych elementach, podzespołach i urządzeniach podaje się napięcie przebicia, lub napięcie próby.

#### Przewodnictwo właściwe
W elementach (na przykład kondensatorach), podzespołach i urządzeniach określa się prąd upływu, rezystancję lub inne wielkości pochodne. W kondensatorach jest to często stała czasowa samoczynnego rozładowania (iloczyn pojemności i rezystancji).

#### Przenikalność dielektryczna
Przenikalność dielektryczna zależy od częstotliwości, ale ponieważ w elektronice i elektrotechnice dielektryków używa się w zakresie częstotliwości, w którym jej zmiany są niewielkie, podaje się zwykle przenikalność statyczną. Istotna jest też zależność przenikalności od temperatury (w kondensatorach podawana jako temperaturowy współczynnik zmian pojemności).

#### Współczynnik strat
Współczynnik strat używany w technice zawiera wszystkie możliwe mechanizmy strat: dielektryczne, przewodnictwo i pochłanianie rezonansowe. Ponieważ mocno zależy od częstotliwości często jest podawany w postaci wykresu, lub dla kilku częstotliwości.

## Literatura dodatkowa
- Edward Mills Purcell: Elektryczność i magnetyzm. Warszawa: Wydawnictwo Naukowe PWN, 1971.